# Divinitats fluvials (mitologia grega)
En la mitologia grega, les divinitats fluvials, anomenades també Pòtams o simplement Rius (en grec antic: Ποταμοί, Potamoi 'rius'; en llatí: Flumina) eren unes divinitats associades a un curs d'aigua que eren objecte de culte local a la regió que travessaven. Aquests déus menors representaven els corrents fluvials i cadascun tenia el seu estatge a la font respectiva o en una gruta de la ribera. Es creia que podien adoptar formes diverses, especialment la de brau, i per això eren representats sovint com a homes amb banyes.
Segons Hesíode (Teogonia, versos 337 i 348), són fills d'Ocèan i Tetis i, per tant, germans de les Oceànides. Se suposava que cadascun dels Pòtams era el déu d'un dels rius coneguts en l'antiguitat. El seu nombre es xifrava en uns tres mil arreu del món, però només uns quants tenen un paper rellevant en la mitologia més enllà de la mera referència geogràfica.
Quan algú havia de travessar un riu, invocava el déu de les aigües perquè el protegís i li permetés passar a l'altra banda. Hom els representava aguantant una gerra d'on sortia aigua; la gerra estava més o menys inclinada en funció de la velocitat en què anava l'aigua pel riu.

## Llista

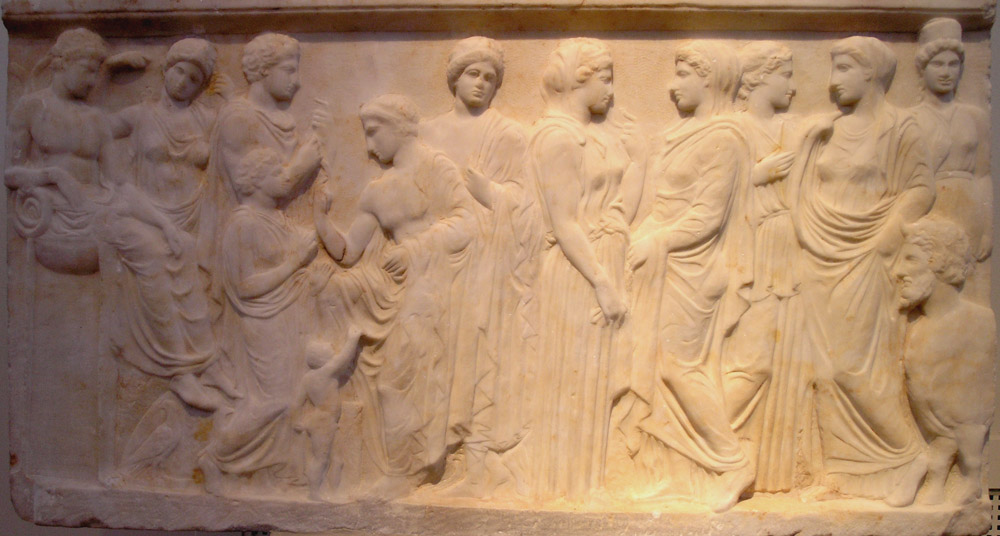
Relleu del Cefís (Museu Arqueològic Nacional d'Atenes)

Hesíode en donava la següent llista, amb els noms i el lloc on vivien:
- Acis (Sicília)
- Alfeu (Peloponnès)
- Almó (Laci)
- Amfrissos (Tessàlia)
- Aoos (Epir)
- Apídan (Tessàlia)
- Aqueloos (Acarnània)
- Aqueront (Epir)
- Ardesc (Tràcia?)
- Asop (Beòcia, Peloponnès)
- Asterió (Argòlida)
- Àxios (Macedònia)
- Caïstre (Lídia)
- Cebrè (Tròada)
- Caïc (Mísia)
- Cefís (Beòcia, Àtica)
- Cidne (Cilícia)
- Clàdeos (Èlida)
- Crimís (Sicília)
- Enipeu (Tessàlia)
- Erasí (Argòlida)
- Erídan (nord d'Europa)
- Escamandre (Tròada)
- Esep (Tròada)
- Esperqueu (Tessàlia)
- Estix (Inframon)
- Estrímon (Tràcia)
- Eufrates (Mesopotàmia)
- Evenos (Etòlia)
- Fasis (Còlquida)
- Granic (Tròada)
- Haliàcmon (Macedònia)
- Hebros (Tràcia)
- Herm (Lídia)
- Hidaspes (Índia)
- Ínac (Argòlida)
- Ismenos (Beòcia)
- Istre (Danubi)
- Ladó (Arcàdia)
- Màrsies (Frígia)
- Meandre (Cària)
- Nestos (Tràcia)
- Nil (Egipte)
- Numici (Laci)
- Pactol (Lídia)
- Parteni (Bitínia)
- Peneu (Tessàlia, Peloponnès)
- Rodi (Tròada)
- Sangari (Frígia)
- Selemne (Acaia)
- Simoent (Tròada)
- Tiberí (Laci)
- Tritó
- Volturn (Campània)